# 奥の山ジョージ
奥の山ジョージ（おくのやま ジョージ）は、日本の元子役。
神奈川県横須賀市出身。小学4年生のとき、映画『キクとイサム』（1959年・大東映画・配給：松竹）において黒人混血児役でメインキャラクターのイサム役を務める。出演はオーディションでの決定だったのではないかと本人は述べている。
公開後、様々な事情から同作を製作した角正太郎とともに滋賀県草津市に移住。以降は同市在住。草津市では事前に転入先の小学校で『キクとイサム』を上映しており、周囲からのいじめには遭わなかったと2010年に述べている。
2019年4月26日付の『しんぶん赤旗』の『キクとイサム』に関する本人インタビューでは、70歳で新聞配達に従事しており「横須賀にあのままいたら、おふくろは夜仕事でいないしグレていただろう。『キクとイサム』は人生を変えてもらった１本だ」と語っている。
同一人物と言われた、歌手の藤原喜久男（ピートマック・ジュニア）とは別人である。